# ファルティチェニ

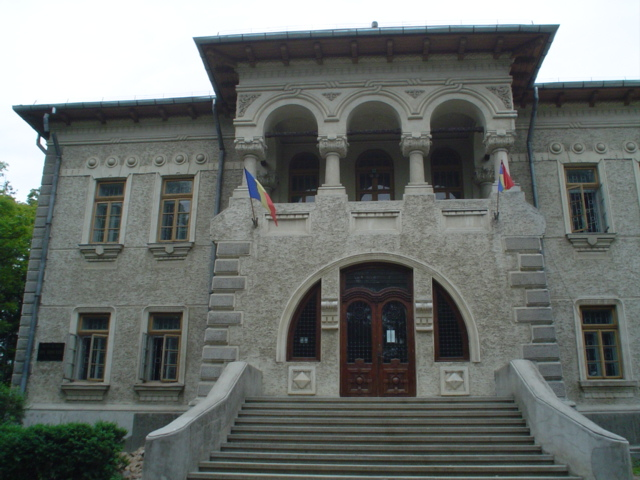
イオン・イリメスク芸術博物館

ファルティチェニ（ルーマニア語: Fălticeni）は、ルーマニアのスチャヴァ県に属す都市。1929年から1950年にかけ存在したバイーア県では県都であった。人口は2003年の時点で2万8899人、総面積は28.76平方キロで、うち4分の1を果樹園や湖沼が占める。県都のスチャヴァとは25kmほどの距離がある。

## 歴史
1490年3月にフォルティチェニ（Folticeni）村として初めて歴史上に登場する。1554年3月には周辺の土地ともどもモルダヴィア公アレクサンドル・ラプシュネアヌによりモルドヴィツァの修道院領とされた。
1780年8月にコンスタンティン・ムルシス公の執事が書いた文献には、地元の封建領主（ボヤール）の名にちなみショルダネシュティ町と記されている。1826年3月にイオアン・ストゥルザ公が出した文書でファルティチェニ町と改称されている。

## 文化
ファルティチェニの家屋群は芸術家、イオン・イリメスク（2005年、102歳で没）の表現の場であった。現在ではイオン・イリメスク芸術博物館が設けられている。
20世紀ルーマニア文学を築いた「四名家」のひとつ、ロヴィネスク家はこの街にあり、これまで文学評論家のエウジェン・ロヴィネスク、脚本家のホリア・ロヴィネスク、小説家のアントン・ホールバンなどを輩出している。
ルーマニア文学界を牽引したイオン・クラーンガ、ミハイル・サドヴァーヌ、ヴァシレ・アレクサンドリ、ニコラエ・ラビシュらはいずれもファルティチェニで学んだり暮らしたりした。

## 経済
基幹産業は化学工業や手作りグラス、ソフトドリンク、衣類、木材生産など。漁業は最も古い時期から営まれてきた。

## 出身有名人
- アウレル・バエシュ - 画家
- グリゴレ・ヴァシリュー・ビルリック - 俳優
- アルトゥル・ゴロヴェイ - 作家、民俗学者、
- イオン・イリメスク - 芸術家
- ディミトリェ・レオニダ - 技術者
- エウジェン・ロヴィネスク - 文学評論家
- ユレース・カザバン - 脚本家、ディレクター
- マリア・オラール - 体操選手